# پینهورست (اورگن)
پینهورست (به انگلیسی: Pinehurst) یک منطقهٔ مسکونی در ایالات متحده آمریکا است که در اورگن واقع شده‌است. پینهورست ۱٬۰۲۸٫۱ متر بالاتر از سطح دریا واقع شده‌است.